# Annín
Annín (Duits: Annathal) is een dorp in de Tsjechische gemeente Dlouhá Ves, district Klatovy, regio Pilsen. Het dorp is gelegen aan de rivier de Otava.

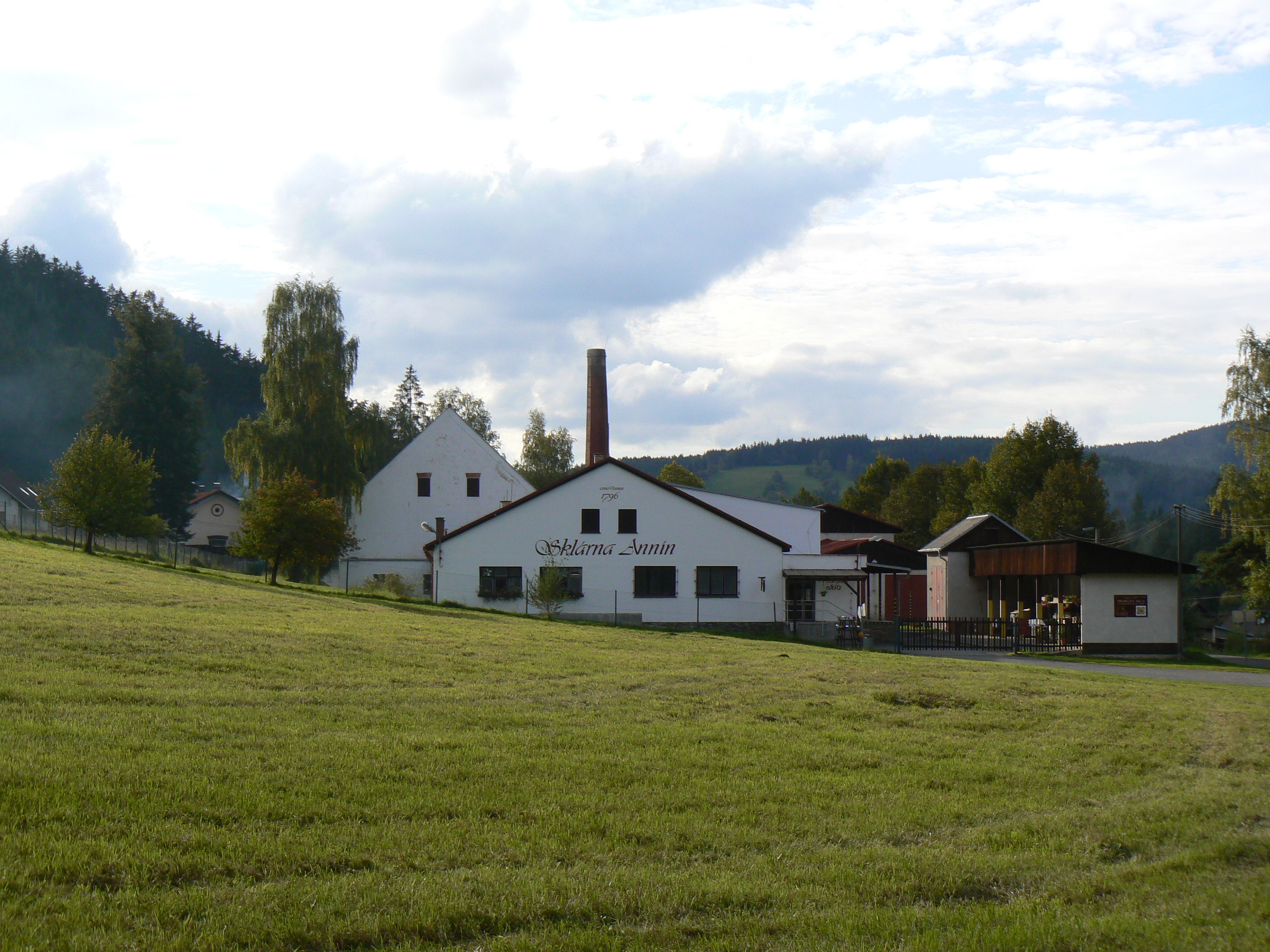
Annín, glasblazerij

Annín is vooral bekend om zijn glasblazerij, opgericht in het midden van de 18e eeuw. Het dorp is genoemd naar de vrouw van de eerste glasblazer.
In 1866 bouwde Josef Eduard Schmid de glasblazerij uit tot een van de grootste en modernste fabrieken van holglas in de regio, met een combinatie van stoom- en wateraandrijving. Er werd voornamelijk Venetiaans glas geblazen voor export naar Groot-Brittannië.
Na de Tweede Wereldoorlog werd de glasblazerij genationaliseerd. Momenteel is enkel de slijperij nog actief, zij is nog steeds de grootste in Sumava. Ze is eigendom van het bedrijf Rückl Crystal.
Omdat de glasblazerij haar afvalwater loosde op de Otava, ligt de rivierbodem stroomafwaarts bezaaid met vele kleine stukjes gekleurd glas.
Běhařov ·
Běšiny ·
Bezděkov ·
Biřkov ·
Bolešiny ·
Břežany ·
Budětice ·
Bukovník ·
Čachrov ·
Černíkov ·
Červené Poříčí ·
Číhaň ·
Čímice ·
Dešenice ·
Dlažov ·
Dlouhá Ves ·
Dobršín ·
Dolany ·
Domoraz ·
Dražovice ·
Frymburk ·
Hamry ·
Hartmanice ·
Hejná ·
Hlavňovice ·
Hnačov ·
Horažďovice ·
Horská Kvilda ·
Hrádek ·
Hradešice ·
Chanovice ·
Chlistov ·
Chudenice ·
Chudenín ·
Janovice nad Úhlavou ·
Javor ·
Ježovy ·
Kašperské Hory ·
Kejnice ·
Klatovy ·
Klenová ·
Kolinec ·
Kovčín ·
Křenice ·
Kvášňovice ·
Lomec ·
Malý Bor ·
Maňovice ·
Měčín ·
Mezihoří ·
Mlýnské Struhadlo ·
Modrava ·
Mochtín ·
Mokrosuky ·
Myslív ·
Myslovice ·
Nalžovské Hory ·
Nehodiv ·
Nezamyslice ·
Nezdice na Šumavě ·
Nýrsko ·
Obytce ·
Olšany ·
Ostřetice ·
Pačejov ·
Petrovice u Sušice ·
Plánice ·
Podmokly ·
Poleň ·
Prášily ·
Předslav ·
Rabí ·
Rejštejn ·
Slatina ·
Soběšice ·
Srní ·
Strašín ·
Strážov ·
Sušice ·
Svéradice ·
Švihov ·
Tužice ·
Týnec ·
Újezd u Plánice ·
Velhartice ·
Velké Hydčice ·
Velký Bor ·
Vrhaveč ·
Vřeskovice ·
Zavlekov ·
Zborovy ·
Železná Ruda ·
Žihobce ·
Žichovice